# ドナルド・ジョーンズ
ドナルド・ジョーンズ（英語: Donald Jones, 1987年12月17日- ）はニュージャージー州プレインフィールド出身の元アメリカンフットボール選手。現役時代のポジションはワイドレシーバー。

## 経歴
高校時代は、ユージン・モンローとチームメートだった。
ヤングスタウン州立大学から、2010年、ドラフト外フリーエージェントでバッファロー・ビルズと契約を結んだ。同年第10週のシンシナティ・ベンガルズ戦でプロ初TDをあげた。
2011年、リー・エバンズが退団したことから、先発WRとなったが、第6週のフィラデルフィア・イーグルス戦で足首を負傷、いったんは復帰したものの、11月のニューヨーク・ジェッツ戦で足首を負傷し故障者リスト入りして、8試合の出場に終わり、23回のレシーブで231ヤードに終わった。
2012年、第4週のニューイングランド・ペイトリオッツ戦では、フィールド中央付近でライアン・フィッツパトリックからのパスをキャッチ、ペイトリオッツのセイフティをかわして68ヤードのTDレシーブをあげた。12月中旬に故障者リスト入りした。この年、10試合に先発し、41回のレシーブで443ヤード、4TDをあげたが、シーズン終了後、チームからテンダーオファーをされず、フリーエージェントとなった。
2013年3月15日、ニューイングランド・ペイトリオッツと3年契約を結んだが、7月に解雇され、同年8月、以前から闘ってきた腎臓病のため、25歳で引退を決めた。